# Константиново (Рязанска област)
Вижте пояснителната страница за други значения на Константиново.
Константиново (на руски: Константиново) е село в Рибновски район, Рязанска област, Русия.
Населението му през 2010 година е 367 души.

## География

### Разположение
Константиново е разположено в централната част на Европейска Русия, на брега на река река Ока.

### Климат
Климатът в Константиново е умереноконтинентален (Dfb по Кьопен) с горещо и сравнително влажно лято и дълга студена зима.

## Личности
- Сергей Есенин (1895 – 1925) – руски поет.